# Payment on Demand
 Payment on Demand és una pel·lícula estatunidenca dirigida per Curtis Bernhardt i estrenada el 1951.

## Argument
Quan el seu marit David (Barry Sullivan), un brillant advocat d'empresa i vicepresident d'una empresa siderúrgica, li diu que vol divorciar-se, Joyce Ramsey (Bette Davis) es queda atònita en assabentar-se que el seu matrimoni, el qual ella considerava tot un èxit, va a ensorrar-se. L'endemà, després que David s'ha instal·lat en el seu club social, Joyce no pot evitar comunicar la notícia del seu imminent divorci a les seues dues filles, Marta (Betty Lynn) i Diana (Peggy Castle), les quals la compadeixen. En revisar la seua vida amb David, des de l'època del seu casament i les seues il·lusions juvenils en un poble fins a arribar a la seua actual posició social, Joyce s'adona que, de mica en mica, les seues energia i ambició són les que finalment han allunyat a David. No obstant això, en assabentar-se que ell té una relació amorosa amb una atractiva mestra d'escola (Frances Dee), Joyce amenaça de demandar-lo sota l'acusació d'adulteri llevat que ell accedeixi a les condicions econòmiques que ella estableix. Per evitar un escàndol, David dona instruccions al seu advocat (Moroni Olsen) perquè lliuri a Joyce tot el que ella vulgui, incloent-hi unes lucratives accions per a les seues filles. Tot esperant la decisió final, Joyce emprèn un creuer pel Carib i visita la senyora Hedges (Jane Cowl), una vella amiga que, divorciada del seu marit, ha esdevingut una addicta al rom i els jovenets. Mercès a la senyora Hedges, Joyce s'assabenta dels disgustos i tragèdies als quals s'ha d'enfrontar una divorciada de mitjana edat. Un telegrama de la seua filla Martha, en què aquesta anuncia el seu imminent casament, proporciona a Joyce l'excusa que li cal per trencar definitivament un idil·li iniciat a bord amb un atractiu home de negocis (John Sutton) que admet tindre dona i fills. Joyce torna en avió per a assistir al casori de Martha i aconsella la seua filla que no intenti imposar-se massa al seu marit si no és que el vulgui perdre. Després de partir els nuvis en viatge de noces, David, el qual també ha assistit al casament, s'ofereix per acompanyar Joyce a casa. Durant el trajecte, ella li explica la seua solitud i la infelicitat que li causa divorciar-se de l'home que estima. Segura que ell encara l'estima i comprenent que part del seu distanciament és degut a la seua incapacitat per suportar les seues estratagemes, no se sorprèn quan ell li pregunta si està disposada a donar al seu matrimoni una altra oportunitat. Per tindre la certesa que aquest oferiment no és fruit de la compassió, Joyce li demana que s'ho pensi dues vegades i que, més tard, li digui si continua sentint el mateix.

## Crítica
- "Encara que l'estrena de Payment on Demand es va retardar fins que l'èxit de Bette Davis a All about Eve es va haver consolidat, això no era necessari. La pel·lícula, acabada abans que la comèdia dramàtica de la 20th Century Fox, se sosté pels seus mèrits, i la senyoreta Davis per la potència del seu talent com a actriu. És un paper magnífic i l'actriu l'interpreta superbament, captant-hi matisos de la dona moderna."[2]
- "Bette Davis ofereix un dels seus millors treballs cinematogràfics a Payment on Demand, pel·lícula que s'adequa més al seu títol original: The Story of a Divorce. Estudi compassiu sobre la situació d'una dona quan afronta una separació legal del seu marit en la meitat de la seua vida, aquest film té diversos tributs excel·lents... La senyoreta Davis ha de canviar freqüentment de registre durant totes les escenes i ofereix un retrat excel·lent de si mateixa..."[3]

## Repartiment
- Bette Davis: Joyce Ramsey
- Barry Sullivan: David Anderson Ramsey
- Jane Cowl: Sra. Emily Hedges
- Kent Taylor: Robert Townsend
- Betty Lynn: Martha Ramsey
- John Sutton: Anthony Tunliffe
- Frances Dee: Eileen Benson
- Peggie Castle: Diana Ramsey
- Otto Kruger: Ted Prescott
- Walter Sande: Swanson
- Brett King: Phil Polanski
- Richard Anderson: Jim Boland
- Natalie Schafer: Sra. Edna Blanton
- Katherine Emery: Sra. Gates
- Lisa Golm: Molly
- Moroni Olsen